# Monte Tabor
Il Monte Tabor è una collina della Galilea, in Israele, che si eleva di circa 400 metri sulla pianura circostante, raggiungendo l'altezza massima di 588 m sul livello del mare.
Tradizionalmente (oppure in alternativa il monte Hermon) viene identificato come l'"alto monte" sul quale, secondo i Vangeli, avvenne la trasfigurazione di Gesù. In epoca crociata, la cima del monte venne spianata per costruirvi un monastero benedettino fortificato, che venne poi espugnato e distrutto dal Safedino; di esso rimane il portale d'ingresso in pietra, chiamato Porta del vento.
Oggi sulla spianata, lunga qualche centinaio di metri, sorgono la chiesa cattolica della Trasfigurazione, costruita nella prima metà del XX secolo, e il monastero greco-ortodosso di Sant'Elia. Il luogo è visitato da molti turisti e pellegrini; la strada che si snoda lungo il fianco della montagna non permette la salita di grossi pullman, ma solo piccole autovetture. Vi è un servizio di navette che portano fino all'ingresso della spianata, oppure si può salire a piedi in circa 45 minuti dal parcheggio.

## Geologia
La montagna non è un vulcano, ma un'area elevata circondata da terreni di subsidenza, che in geologia viene definita horst. Nonostante la sua prossimità alle montagne di Nazaret, costituisce una formazione geologica separata.

## Storia
Ai piedi della montagna si trova un importante incrocio di strade: Via Maris che passa nei pressi, procedendo dalla valle di Jezreel verso nord in direzione della Siria e di Damasco. La sua posizione che sovrasta la giunzione stradale, con la sua forma tozza e prominente sull'area circostante, diede al monte Tabor un valore strategico, e in effetti molte guerre sono state condotte nell'area in diversi periodi della storia.

### Il periodo biblico
La montagna viene menzionata per la prima volta nella Bibbia, nel  Libro di Giosuè  19:22 , come il limite tra le aree di tre tribù perdute di Israele: quella di Zabulon, quella di Issachar e la tribù di Neftali. L'importanza della montagna deriva dal controllo strategico delle vie nord-sud della Galilea. Debora, la profetessa, ammonì Barak della tribù di Neftali e gli trasmise il comandamento di Dio, "Vai e dirigiti verso il monte Tabor e prendi con te diecimila uomini dei figli di Neftali e dei figli di Zabulon" (Giudici  4:6 ). Scendendo dalla montagna, gli Israeliti attaccarono e annientarono i Cananei guidati dal mercenario Sisara, che riuscì a fuggire, ma venne ucciso subito dopo.

### Periodo del Secondo Tempio di Gerusalemme

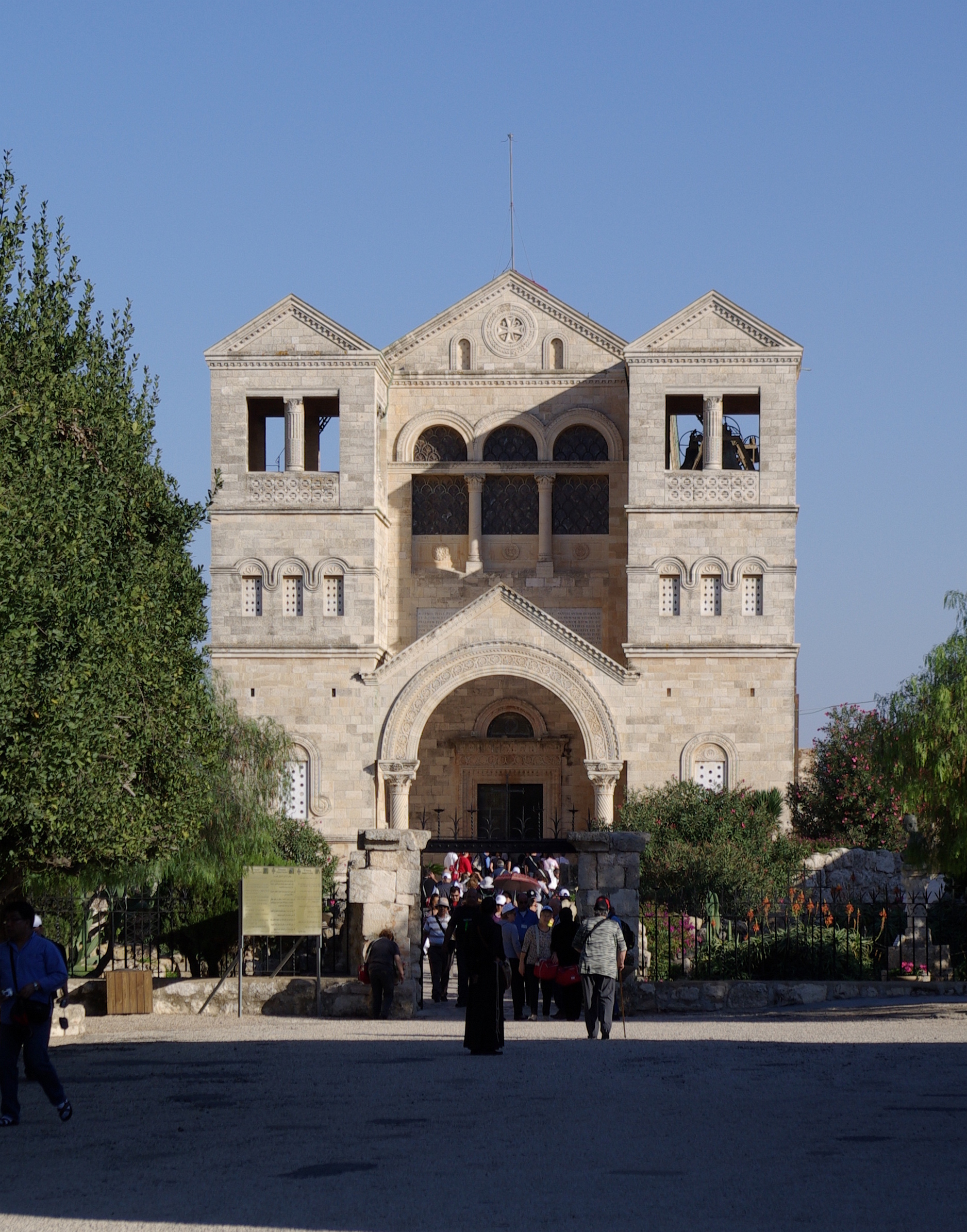
Basilica della Trasfigurazione, sul Monte Tabor.

Al tempo del Secondo Tempio, il Monte Tabor era uno dei picchi montuosi, sui quali era abitudine accendere fuochi per informare i villaggi del nord delle festività e dell'inizio del periodo della luna nuova, che segna il mese lunare nel calendario luni-solare ebraico.
Il condottiero israelitico Alessandro Maccabeo, della casa degli Asmonei, comandò una ribellione armata di 31.000 uomini provenienti dalla Giudea, contro Aulo Gabinio, governatore romano della Siria, che lo sconfisse in una battaglia nei pressi del monte Tabor. Circa 10.000 guerrieri ebraici vennero uccisi in battaglia e lo stesso Alessandro venne catturato e ucciso.
Nel 66 d.C. durante la prima guerra giudaica contro la dominazione romana, gli ebrei della Galilea si trincerarono sulla montagna sotto il comando di Giuseppe Flavio, dove riuscirono a resistere con successo contro l'assalto dei romani.
Il Monte Tabor era una delle 19 città che i ribelli della Galilea fortificarono, sotto il comando di Yosef Ben Matityahu, che, catturato dai romani e graziato dai Flavi, sarebbe divenuto Flavio Giuseppe. Secondo il suo stesso resoconto, presente nel libro La Guerra Giudaica, l'imperatore Tito Flavio Vespasiano inviò un'armata di 600 cavalieri, sotto il comando di Platsidus, con il compito di combattere i ribelli. Platsidus si rese conto dell'impossibilità di prendere la cima del monte con le forze a sua disposizione, e dunque chiese ai ribelli nella fortezza di scendere da essa per negoziare. Un gruppo di ribelli giudei discese dalla montagna fingendo il proposito di negoziare con Platsidus, ma venendogli incontro l'attaccarono. Inizialmente le forze romane si ritirarono, ma mentre si trovavano nella vallata, invertirono la marcia, dirigendosi di nuovo verso il monte, attaccarono i ribelli, e ne uccisero molti, ostruendo ai ribelli superstiti la via verso la cima del monte. Molti dei ribelli abbandonarono la Galilea e tornarono a Gerusalemme. Il resto dei ribelli rimase nella fortezza, per infine suicidarsi oppure arrendersi dopo aver esaurito le riserve d'acqua, consegnando infine il monte alle truppe di Platsidus.
Dopo la distruzione del Secondo Tempio di Gerusalemme, l'insediamento ebraico sul monte Tabor venne rinnovato.

### Periodo moderno
Il Monte Tabor fu acquisito dalla Chiesa cattolica nel 1631 grazie all'azione di Diego Campanile, il quale dopo l'acquisizione mandò i frati ad abitarlo.
Nel 1799 l'esercito francese, al comando del generale Kléber si scontrò con un esercito di soldati ottomani nella piana antistante il monte. Dopo aver resistito per diverse ore alle truppe nemiche, l'arrivo di Napoleone Bonaparte permise ai francesi di strappare un'insperata vittoria.